# Неофит Апостолидис
Неофит (на гръцки: Νεόφυτος, Неофитос) е гръцки духовник, митрополит на Вселенската патриаршия.

## Биография
Роден е в Дарданелия. В 1908 година завършва Халкинската семинария. Служи като арходякон в Ираклийската митрополия. След това е директор на училищата на община Свети Стефан на Деркоската митрополия. По-късно е дякон и директор на гръцката гимназия в София. От 1911 година е дякон при Патриаршията, като достига до велик архидякон.
След смъртта на митрополит Партений Валовищки и Мелнишки в 1922 година Светият синод избира Хрисостом Пелагонийски за негов наследник, но той отказва да приеме назначението и на негово място е назначен Неофит. На 30 ноември 1922 година Неофит е ръкоположен в патриаршеския храм „Свети Георги“ от патриарх Мелетий IV Константинополски в съслужение с митрополитите Калиник Кизически, Василий Никейски, Йоаким Корчански, Никодим Варненски, Йоаким Метрески, Константин Бурсенски и Агатангел Неокесарийски.
По време на неговото управление от титлата на митрополита отпада Мелнишки и остава единствено Валовищки. Умира на 6 март 1929 година и е заменен на поста от Василий.
Умира във Валовища на 6 март 1929 година.